# 1994年热带风暴黛比
热带风暴黛比（英語：Tropical Storm Debby）是1994年9月的一个北大西洋热带气旋，虽然强度较弱，但却对小安的列斯群岛造成重大损失。系统于9月9日在巴巴多斯以东发展成形，是1994年大西洋飓风季第4个获得命名的风暴。9月10日清晨，黛比登陆圣卢西亚，产生暴雨和热带风暴强度阵风。大量降水引发洪灾和山体滑坡，岛上约有半数香蕉种植园毁于一旦。因道路和桥梁受损，多个村庄同外界的交通中断。整场风暴一共造成约1.15亿美元（1994年美元）的损失，邻近的多米尼加也有农作物和水产行业受到打击。
受风切变影响，黛比最强烈的雷暴在穿越圣卢西亚期间位于中心以东和以北。马提尼克的一间气象站测得飓风强度风力，岛上有约2万人失去供电。进入东加勒比海后，气旋达到风力时速110公里的最高强度，但在风切变的持续影响下仅持续到9月11日便完全消散。波多黎各有1人因遭遇大浪丧生，风暴还在多米尼加共和国引发停电和洪灾。整场风暴共计夺走9条人命。

## 气象历史
热带风暴黛比源于9月4日离开非洲海岸的一股东风波。到9月6日时，卫星图像显示行进至非洲和小安的列斯群岛中途海域的东风波已经发展出强烈对流。受西北向垂直风切变影响，对流在次日有显著减少和弱化，直至9月8日风切变消退后才得以重新发展。飓风季结束后的重新分析结果表明，1994年大西洋飓风季的第六号热带低气压是于协调世界时9月9日中午12点在巴巴多斯以东约300公里海域发展形成。但美国国家飓风中心实际上要到约24小时后才将其归类。9月10日清晨，卫星图像显示巴巴多斯以北近海有下层环流存在，美国国家飓风中心也是在这时开始针对系统发布公告。
热带低气压的组织结构逐渐改善，气象机构为此派飓风猎人侦察机前去侦察，结果表明飞行高度行风速约为每小时110公里，中心东北方向还有强烈的雨带。侦察机估计地面风速约为每小时93公里，表明低气压已升级成热带风暴黛比。但在风切变的持续影响下，环流中的所有雷暴均已消亡。9月10日凌晨3点，气旋以风力时速105公里强度登陆圣卢西亚。虽然从卫星图像上看，黛比的结构还较为混乱，但位于马提尼克的气象站及附近船只所测数据却表明风暴在东加勒比海有进一步强化，于当天早上6点达到风速每小时110公里的最高强度。不过，美国国家飓风中心在当时的实际操作中估计黛比的风速只达到每小时64公里，110公里的最高风速数据是在风暴过后才获得认可。气旋继续快速向西北偏西方向移动，虽受强烈风切变的不利影响，但风速依然保持强劲。9月12日，飓风猎人未能在系统内发现闭合环流，气象机构因此估计黛比于当天早上6点左右在波多黎各以南洋面消散。风暴残留继续向西移动，于9月15日在墨西哥上空完全消散，只余部分残留云系扩散到墨西哥湾内。

## 防灾措施和影响
美国国家飓风中心发布针对黛比的首份公告时，巴巴多斯、圣卢西亚、圣文森特和多米尼克政府相应发布热带风暴警告。此外，圣卢西亚气象局早在黛比发展形成之前就已发布洪灾警报。美国国家飓风中心建议马提尼克发布热带风暴警告，但当地政府实际发布的是暴雨警报。气旋首先从巴巴多斯以北经过，岛上因此受到影响，风力约为每小时43公里。圣文森特和巴巴多斯西南部一些房屋的屋顶受轻微损伤，多米尼加及通往北面的多条道路因风暴受损，还出现停电情况。多米尼加各地因狂风暴雨导致2800英亩香蕉、143英亩大蕉、355英亩块根作物，还有355英亩树类作物受损，该国农作物和渔业遭受的损失总额估计为3000万东加勒比元（相当于1994年的1200万美元）。风暴过后，向风群岛农作物保险公司共计向2189笔索赔要求提供160万东加勒比元（相当于1994年的66万美元）赔偿金。
热带风暴黛比吹袭圣卢西亚期间，卡斯特里的维吉耶（Vigie）阵风时速达到74公里，风暴行经该岛期间对沿途造成的破坏最为严重，全岛大部分地区都受到影响。气旋产生持续超过6小时的暴雨和雷暴，导致多条河流沿线洪水泛滥，低洼地区被淹。大量降水导致山坡上的房屋被毁，约150人被迫前去避难所暂避。多条公路被冲毁，或是因山体滑坡导致无法通行，还有10座桥梁不是被毁就是严重受创，导致岛上多个村庄同外界的交通中断。圣雅克桥镇也受到山崩的影响，暴雨还令圣卢西亚国际机场被51毫米的淤泥覆盖，拉雷伊湾（Anse La Raye）的洪水有齐腰深，该镇居民不得不搭船撤离。圣卢西亚约有半数种植园被风暴破坏，许多城镇停水，促使马提尼克和圣文森特政府向各地提供饮用水。圣卢西亚共有4人死亡，24人受伤，所有遇难者都是因两场山体滑坡导致。风暴期间，卡斯特里有9名囚犯逃出监狱，报道表明当地还出现趁火打劫的情况。卡斯特里一间医院的病房因风暴受损，幸而院内人员已经疏散，这所医院之前就有计划重建，黛比的破坏进一步加强了重建的必要性。整个圣卢西亚的损失总额估计在2.5亿东加勒比元左右（相当于1994年的约1.03亿美元）。风暴过后，向风群岛农作物保险公司向该国投保的农作物共计赔偿5802笔，合计金额780万东加勒比元（相当于1994年的320万美元）。截至2008年，热带风暴黛比仍是该公司成立以来造成索赔数额最大的灾难。灾后，圣文森特政府开始修复受损建筑和桥梁，向农民提供多样化的农作物，并清理主要河流中的淤泥。
气旋途经圣卢西亚期间，位于马提尼克东南部小镇勒沃克兰（Le Vauclin）的一间气象站测得的10分钟持续风速为每小时103公里，阵风时速达到156公里，这些数据成为判断黛比最高强度的重要依据。但在风暴活动期间，气象部门及时获知的最高风速是由马丁尼克-亚米-凯萨国际机场测得，10分钟持续风速只有每小时56公里，阵风时速93公里。圣卢西兰约半数区域的降雨量有100毫米，最高的圣约瑟夫（Saint-Joseph）达184毫米。暴雨在岛上各地引发洪灾，泛滥的河水卷走一辆汽车，女车主因此溺毙。狂风还刮倒部分树木，一些道路受阻，香蕉作物也受到破坏。风暴期间约有2万人失去供电。
热带风暴黛比存在期间，美国国家航空航天局曾向风暴发射激光，以测量云层高度，这在历史上尚属首次。气旋进入加勒比海后，波多黎各和美属维尔京群岛接获热带风暴警告。波多黎各普遍受狂风吹袭，路易斯·穆尼奥斯·马林国际机场测得的最高阵风时速为71公里。大风刮倒岛上许多树木，还令多条输电线缆中断，并导致个别房屋及其他建筑物的屋顶受损。汹涌的海浪导致多户沿海民宅进水，库莱布拉岛的轮渡服务被迫中断。卡沃罗霍有两个正在海边钓鱼的男子被大浪卷走，最终1死1伤。接下来，多米尼加共和国和海地南海岸也收到热带风暴警告。黛比消散后，其残留仍然在产生狂风，多米尼加共和国的一间气象站于9月11日测得时速100公里的阵风。风暴还令多条电缆中断，致使数以百计的民居失去供电，还引起3人丧生。该国有多条河流泛滥，一条高速公路被淹。